# Iso Huuhtisaari (ö, lat 61,78, long 27,45)
Iso Huuhtisaari är en ö i Finland.   Den ligger i kommunen S:t Michel i den ekonomiska regionen  S:t Michel och landskapet Södra Savolax, i den södra delen av landet, 220 km nordost om huvudstaden Helsingfors. Iso Huuhtisaari ligger i sjön Hanhijärvi.